# Афромеев, Алексей Михайлович
Алексей Михайлович (Максимович) Афромеев (8 февраля 1868, Тюмень, Российская империя — 18 сентября 1920, Томск, РСФСР) — российский издатель.

## Биография
Алексей Афромеев родился в Тюмени. В 1890-е-1900-е он работал бухгалтером в Тюменской городской управе. Учился играть на гитаре у гитариста Сергея Сырцова. С конца 1890-х занялся книгоизданием. Издавал «Заочные уроки игры на семиструнной гитаре» (1898—1917), ежемесячный журнал «Гитарист» (1906—1910, вместе с Людмилой Высоцкой), журнал «Аккорд — вестник гитары и других народных инструментов» (1911—1918), сборники нот. До 1910 года Афромеев печатал свои издания в типографии Высоцкой, затем выкупил её типографию.
В 1911 году Афромеев начал издавать газету «Сибирский торговый посредник», а в 1912 году — газету «Ермак». Газета выходила два раза в день, её материалы отличались злободневностью. Часто в публикациях критиковался купец, бывший городской голова Андрей Текутьев. Издателю принадлежал и книжный магазин «Сибирская лира».
Афромеев приветствовал падение монархической власти в 1917 году. Весной его сослали в Сургут за выступление против Временного правительства, но после ходатайства сына разрешили вернуться. Афромеев возобновил издание своей газеты под названием «Свободное слово». В 1919 году он переехал в Томск, где умер в 1920 году.
Журналы Афромеева были единственными музыкальными журналами в России. В 1988 году в Тюменском училище искусств была открыта музей-квартира Афромеева.